# Marie-Ève Pelletier
Ne pas confondre avec Hélène Pelletier, également joueuse de tennis.
Pour les articles homonymes, voir Pelletier.
Marie-Ève Pelletier, née le 18 mai 1982 à Québec, est une ancienne joueuse de tennis canadienne, professionnelle qui a évolué sur le circuit de 1997 à janvier 2013.

## Carrière tennistique
Elle commence sa carrière en 1997 au tournoi ITF de Mexico et joue son premier tournoi WTA à Québec en 1998.
En 2000, elle remporte le tournoi ITF de Virginia Beach.
En avril 2005, elle affronte Lindsay Davenport, devenant ainsi la première Québécoise à affronter en simple une joueuse no 1 mondiale.
La même année, elle gagne son deuxième tournoi ITF en simple à Waikoloa.
À l'Open du Canada en 2006, invitée par les organisateurs, elle élimine Li Na (alors 20e mondiale), devenant la première Québécoise à remporter un match dans le grand tableau depuis Hélène Pelletier, 24 ans plus tôt.
En 2009, elle remporte les Internationaux de la Vienne en double aux côtés de la Française Julie Coin.
En juin 2012, elle remporte son troisième tournoi ITF en simple à El Paso au Texas, après 6 années de disette, revenant ainsi à la 283e place mondiale.
Elle se retire du tennis le 9 janvier 2013, après sa défaite au premier tour des qualifications de l'Open d'Australie.

## Palmarès

### Titre en simple dames
Aucun

### Finale en simple dames
Aucune

### Titre en double dames
Aucun

### Finale en double dames
Aucune

## Parcours en Grand Chelem

### En simple dames
| Année | Open d'Australie | Open d'Australie | Internationaux de France | Internationaux de France | Wimbledon | Wimbledon | US Open | US Open |
| 2004  | 1er tour (1/64)  | Akiko Morigami   | -                        | -                        | -         | -         | -       | -       |

À droite du résultat, l’ultime adversaire.

### En double dames
| Année | Open d'Australie              | Open d'Australie           | Internationaux de France   | Internationaux de France | Wimbledon                    | Wimbledon                 | US Open                     | US Open                   |
| ----- | ----------------------------- | -------------------------- | -------------------------- | ------------------------ | ---------------------------- | ------------------------- | --------------------------- | ------------------------- |
| 2005  | -                             | -                          | -                          | -                        | 1er tour (1/32) Erica Krauth | D. Hantuchová Ai Sugiyama | -                           | -                         |
| 2009  | -                             | -                          | -                          | -                        | -                            | -                         | 2e tour (1/16) Julie Coin   | A. Kleybanova E. Makarova |
| 2010  | 2e tour (1/16) Julie Coin     | Lisa Raymond Rennae Stubbs | 1er tour (1/32) Julie Coin | Gisela Dulko F. Pennetta | 1er tour (1/32) Julie Coin   | A. Rosolska Yan Zi        | 1er tour (1/32) M. Krajicek | M. Niculescu Shahar Peer  |
| 2011  | 1er tour (1/32) Sarah Borwell | S. Cîrstea L. Šafářová     | -                          | -                        | -                            | -                         | -                           | -                         |

Sous le résultat, la partenaire ; à droite, l’ultime équipe adverse.

### En double mixte
| Année | Open d'Australie | Open d'Australie | Internationaux de France | Internationaux de France | Wimbledon                     | Wimbledon                | US Open | US Open |
| 2010  | -                | -                | -                        | -                        | 1er tour (1/32) Tommy Robredo | M. Niculescu Horia Tecău | -       | -       |

Sous le résultat, le partenaire ; à droite, l’ultime équipe adverse.

## Parcours en «Premier Mandatory» et «Premier 5»
Découlant d'une réforme du circuit WTA inaugurée en 2009, les tournois WTA « Premier Mandatory » et « Premier 5 » constituent les catégories d'épreuves les plus prestigieuses, après les quatre levées du Grand Chelem.

## Parcours en Fed Cup
| #                                                                       | Date       | Lieu     | Surface         | Gagnante(s)                          | Perdante(s)                          | Score          |          |
|                                                                         |            |          |                 |                                      |                                      |                |          |
| 2002 - Barrage (groupe mondial I) - République tchèque - Canada - 5 : 0 |            |          |                 |                                      |                                      |                |          |
| 1                                                                       | 20/07/2002 | Přerov   | Terre (ext.)    | Klára Koukalová                      | Marie-Ève Pelletier                  | 4-6, 6-3, 6-4  | Parcours |
| 1                                                                       | 20/07/2002 | Přerov   | Terre (ext.)    | Iveta Benešová                       | Marie-Ève Pelletier                  | 4-6, 6-1, 7-63 | Parcours |
| 1                                                                       | 20/07/2002 | Přerov   | Terre (ext.)    | Petra Cetkovská Barbora Strýcová     | Marie-Ève Pelletier Vanessa Webb     | 6-2, 6-3       | Parcours |
|                                                                         |            |          |                 |                                      |                                      |                |          |
| 2003 - Barrage (groupe mondial I) - Autriche - Canada - 4 : 1           |            |          |                 |                                      |                                      |                |          |
| 2                                                                       | 19/07/2003 | Neudörfl | Terre (ext.)    | Barbara Schett                       | Marie-Ève Pelletier                  | 3-6, 6-2, 6-4  | Parcours |
| 2                                                                       | 19/07/2003 | Neudörfl | Terre (ext.)    | Patricia Wartusch                    | Marie-Ève Pelletier                  | 6-73, 6-3, 6-3 | Parcours |
|                                                                         |            |          |                 |                                      |                                      |                |          |
| 2004 - Barrage (groupe mondial I) - Canada - Suisse - 2 : 3             |            |          |                 |                                      |                                      |                |          |
| 3                                                                       | 10/07/2004 | Dorval   | Terre (ext.)    | Timea Bacsinszky                     | Marie-Ève Pelletier                  | 6-3, 6-4       | Parcours |
| 3                                                                       | 10/07/2004 | Dorval   | Terre (ext.)    | Myriam Casanova                      | Marie-Ève Pelletier                  | 6-2, 6-3       | Parcours |
| 3                                                                       | 10/07/2004 | Dorval   | Terre (ext.)    | Mélanie Marois Marie-Ève Pelletier   | Timea Bacsinszky M. Lautenschlager   | 7-66, 7-68     | Parcours |
|                                                                         |            |          |                 |                                      |                                      |                |          |
| 2006 - Barrage (groupe mondial II) - Canada - Argentine - 3 : 2         |            |          |                 |                                      |                                      |                |          |
| 4                                                                       | 15/07/2006 | Edmonton | Dur (ext.)      | Gisela Dulko Mariana Díaz-Oliva      | Sharon Fichman Marie-Ève Pelletier   | 7-5, 6-4       | Parcours |
|                                                                         |            |          |                 |                                      |                                      |                |          |
| 2007 - 1er tour (groupe mondial II) - Canada - Israël - 2 : 3           |            |          |                 |                                      |                                      |                |          |
| 5                                                                       | 21/04/2007 | Kamloops | Moquette (int.) | Marie-Ève Pelletier                  | Julia Glushko                        | 6-1, 6-1       | Parcours |
| 5                                                                       | 21/04/2007 | Kamloops | Moquette (int.) | Stéphanie Dubois Marie-Ève Pelletier | Shahar Peer Tzipora Obziler          | 6-3, 4-6, 7-5  | Parcours |
|                                                                         |            |          |                 |                                      |                                      |                |          |
| 2007 - Barrage (groupe mondial II) - Argentine - Canada - 4 : 1         |            |          |                 |                                      |                                      |                |          |
| 6                                                                       | 14/07/2007 | Córdoba  | Terre (ext.)    | Gisela Dulko                         | Marie-Ève Pelletier                  | 7-5, 6-4       | Parcours |
| 6                                                                       | 14/07/2007 | Córdoba  | Terre (ext.)    | Jorgelina Cravero Betina Jozami      | Stéphanie Dubois Marie-Ève Pelletier | Forfait        | Parcours |
|                                                                         |            |          |                 |                                      |                                      |                |          |
| 2010 - Barrage (groupe mondial II) - Canada - Argentine - 5 : 0         |            |          |                 |                                      |                                      |                |          |
| 7                                                                       | 24/04/2010 | Montréal | Moquette (int.) | Sharon Fichman Marie-Ève Pelletier   | Jorgelina Cravero Aranza Salut       | 6-4, 6-2       | Parcours |
|                                                                         |            |          |                 |                                      |                                      |                |          |
| 2011 - 1er tour (groupe mondial II) - Serbie - Canada - 3 : 2           |            |          |                 |                                      |                                      |                |          |
| 8                                                                       | 05/02/2011 | Novi Sad | Dur (int.)      | Bojana Jovanovski Aleksandra Krunić  | Sharon Fichman Marie-Ève Pelletier   | 7-65, 6-4      | Parcours |

## Classements WTA

### Classements en simple en fin de saison
| Année | 1998 | 1999 | 2000 | 2001 | 2002 | 2003 | 2004 | 2005 | 2006 | 2007 | 2008 | 2009 | 2010 | 2011 | 2012 |
| Rang  | 669  | 611  | 210  | 145  | 159  | 191  | 147  | 144  | 256  | 158  | 286  | 426  | 476  | 316  | 201  |

Source : (en) « Classements de Marie-Ève Pelletier », sur le site officiel du WTA Tour

### Classements en double en fin de saison
| Année | 1998 | 1999 | 2000 | 2001 | 2002 | 2003 | 2004 | 2005 | 2006 | 2007 | 2008 | 2009 | 2010 | 2011 | 2012 |
| Rang  | 808  | 284  | 385  | 192  | 211  | 219  | 230  | 240  | 139  | 141  | 95   | 66   | 80   | 118  | 115  |

Source : (en) « Classements de Marie-Ève Pelletier », sur le site officiel du WTA Tour

## Records et statistiques

### Ses 5 meilleures victoires en simple par saison (hors Fed Cup)
| 1997 1. Sara Ventura - 528e 2. Alison Cohen - 637e 3. Isabela Petrov - NC 4. Amie Garcia - NC 5. Clara Udofa - NC | 1998 1. Jessica Lehnhoff - 435e 2. Sylvia Schenck - 608e 3. Barrie Bernstein - 831e 4. Sandra Gloria - NC 5. Katherine Rammo - NC | 1999 1. Tomoe Hotta - 292e 2. Riei Kawamata - 327e 3. Candice De La Torre - 375e 4. Joanne Moore - 489e 5. Paula Cabezas - 597e | 2000 1. Meilen Tu - 104e 2. Katalin Marosi-Aracama - 122e 3. Anca Barna - 155e 4. Jill Craybas & Rossana de los Ríos - 166e 5. Wynne Prakusya - 169e |

| 2001 1. Jill Craybas - 88e 2. Saori Obata - 118e 3. Samantha Reeves - 121e 4. Allison Bradshaw - 131e 5. Sarah Taylor - 147e | 2002 1. Alina Jidkova - 82e 2. Martina Müller - 104e 3. Fabiola Zuluaga - 112e 4. Tatiana Perebiynis - 118e 5. Evgenia Kulikovskaya - 133e | 2003 1. Stephanie Foretz - 72e 2. Samantha Reeves - 97e 3. Angelika Roesch - 107e 4. Vanessa Webb - 117e 5. Eva Fislova - 136e | 2004 1. Marissa Irvin - 72e 2. Stéphanie Cohen-Aloro - 111e 3. Lilia Osterloh - 115e 4. Maria Kirilenko & Mariana Díaz-Oliva - 124e 5. Yuka Yoshida - 131e |

| 2005 1. Tatiana Perebiynis - 78e 2. Jill Craybas - 107e 3. Rika Fujiwara - 108e 4. Shahar Peer - 115e 5. Ekaterina Bychkova - 147e | 2006 1. Li Na - 20e 2. María Emilia Salerni - 147e 3. Ivana Abramović - 164e 4. Kathrin Woerle - 178e 5. Nika Ožegović - 206e | 2007 1. Julia Schruff - 83e 2. Hana Šromová - 124e 3. Sandra Zahlavova - 143e 4. Selima Sfar - 166e 5. Angelika Bachmann - 187e | 2008 1. Viktoriya Kutuzova - 158e 2. Nika Ožegović - 202e 3. Teliana Pereira - 219e 4. Estefania Craciun - 261e 5. Agnes Szatmari - 272e |

| 2009 1. Madison Brengle - 165e 2. Ksenia Palkina - 168e 3. Madison Brengle - 219e 4. Andrea Hlaváčková - 244e 5. Agustina Lepore - 245e | 2010 1. Chanelle Scheepers - 81e 2. Olga Savchuk - 144e 3. Johanna Konta - 248e 4. Andreja Klepač - 274e 5. Elena Kulikova - 316e | 2011 1. Michelle Larcher de Brito - 170e 2. Kristina Mladenovic - 200e 3. Valeria Solovieva - 275e 4. Olga Puchkova - 290e 5. Tara Moore - 339e | 2012 1. Michelle Larcher de Brito - 144e 2. Forencia Molinero - 176e 3. Grace Min - 206e 4. Laura Thorpe - 227e 5. Teliana Perea - 238e |